# Canonges Regulars de l'Orde de la Santa Creu
|  | Aquest article tracta sobre l'orde de canonges fundats a Flandes per Teodor de Celles. Si cerqueu l'orde fundat a Coïmbra en 1131 , vegeu «Orde dels Canonges Regulars de la Santa Creu». |

Els canonges regulars de l'Orde de la Santa Creu, o Crucigeri (en llatí: Canonici Regulares Ordinis Sanctae Crucis, o simplement crucigeri; acrònim: O.SC), són un institut religiós masculí de dret pontifici., concretament un orde de canonges regulars.
L'ordre va sorgir a Bèlgica a principis del segle xiii. Una tradició tardana atribueix la seva fundació a Teodor de Celles i indica que la data de fundació és el 14 de setembre de 1211; l'aprovació papal va arribar el 1248.

## Història

### Orígens

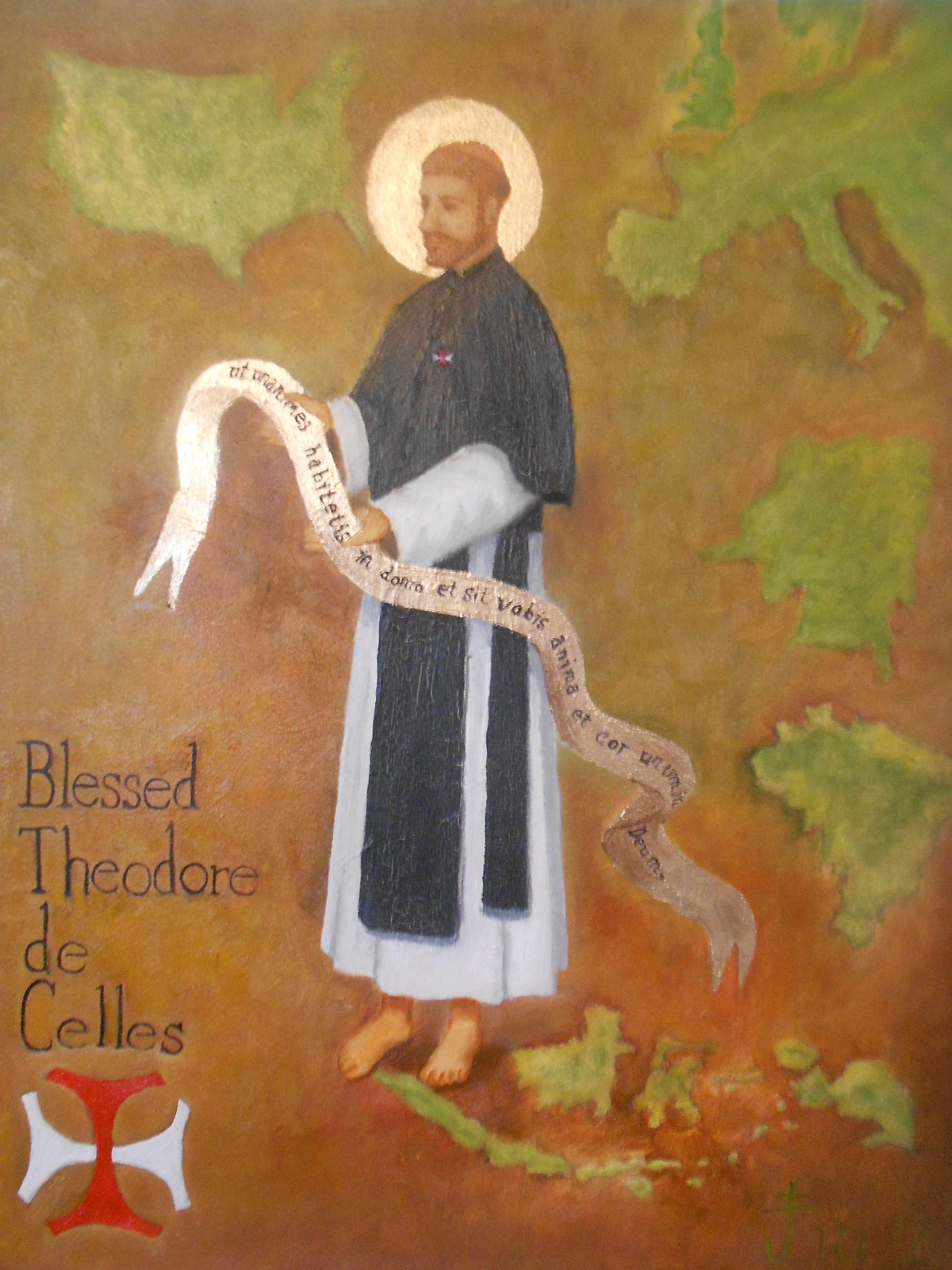
Teodor de Celles, fundador de l'orde

Els orígens de l'orde són força obscurs: com que no s'ha conservat cap document del segle xiii, la història dels primers crucifixos s'ha reconstruït a partir de narracions de vegades llegendàries. La fundació de l'orde s'atribueix a cinc clergues de la diòcesi de Lieja, potser antics croats, probablement d'origen suau, que es van dirigir a un cardenal cap al 1209 per presentar-li el seu pla de vida religiosa: el 1203 l'intent de reforma havia fracassat. la vida canònica a Lieja i probablement els cinc canonges estaven animats pel desig de portar una vida de major austeritat i penitència.
El grup va seguir el cardenal a Roma que va permetre als cinc presentar el seu projecte al papa Innocenci III que els va atorgar l'aprovació inicial i va donar a la comunitat la regla de sant Agustí. Els clergues van començar a portar una vida comuna potser a Suàbia, però aviat van tornar a Lorena i van construir una església dedicada a la Santa Creu en un lloc anomenat Clarus Locus (Clair-Lieu), potser a Seilles, al Mosa.
Una crònica tardana indica com a primer prior Teodor de Celles, sense aportar informació sobre el seu origen: en escrits posteriors de Teodor es diu que era fill del baró de Celles i que el 1189 havia acompanyat el bisbe de Lieja, Rodolf de Zähringen, a la seva croada (com que Rudolf era suau d'origen, és probable que Teodor també fos suau i el seu nom real podria ser "Dietrich von Zell").
La finalitat principal de la comunitat primitiva sembla haver estat ascètic-mística, és a dir, el culte a la Creu i la imitació del Crucifix. Una Una tradició llegendària diu que pretenien restaurar un antic ordre establert a l'església de Santa Creu a Jerusalem per Santa Helena, a qui els primers crucífers veneraven com a fundadora. Els canonges van triar la creu com a símbol que posaren sobre l'hàbit, per la qual cosa van ésser coneguts com a crucífers ("que porten la creu", i crosiers en francès).
A més del culte diví, es dedicaven a l'hospitalitat i la cura dels pelegrins, però no es poden considerar una ordre hospitalària. Una

### Aprovació pontifícia
Els fundadors volien canviar l'estil de vida còmode i fàcil dels canonges de l'època, tornant a l'esperit original de la regla i portant un estil de vida apostòlica basada en el dels primers cristians. El nou bisbe de Lieja, Robert de Thourotte, amb la voluntat de donar una millor organització a la vida religiosa a la seva diòcesi, va confiar als frares predicadors la tasca de bisbes visitants: els crucífers van demanar al papa Innocenci IV de poder adoptar una legislació inspirada en la de els dominics.
El 21 de maig de 1247 el papa va encarregar al degà del capítol de Lieja que examinés les regles i les aprovés, si cal, en nom propi.
L'1 d'octubre de 1248, amb la butlla Religiosam vitam eligentibus, el papa va aprovar el monestir de Clair-Lieu i, i els atorgà oficialment la Regla de Sant Agustí; i amb documents dels dies 21 i 23 d'octubre següents, va ordenar als bisbes de Lincoln, Langres i Lieja que examinessin i aprovessin les constitucions del crucífers: només el bisbe de Lieja, Enric de Guelders, ajudat potser pel cardenal Pietro Capocci, legat papal, va concedir l'aprovació el 31 de desembre de 1248. A més de la pregària, els canonges atenien els pelegrins i els necessitats que eren de pas, oferint-los hospitalitat a convents i hospitals.

### Expansió

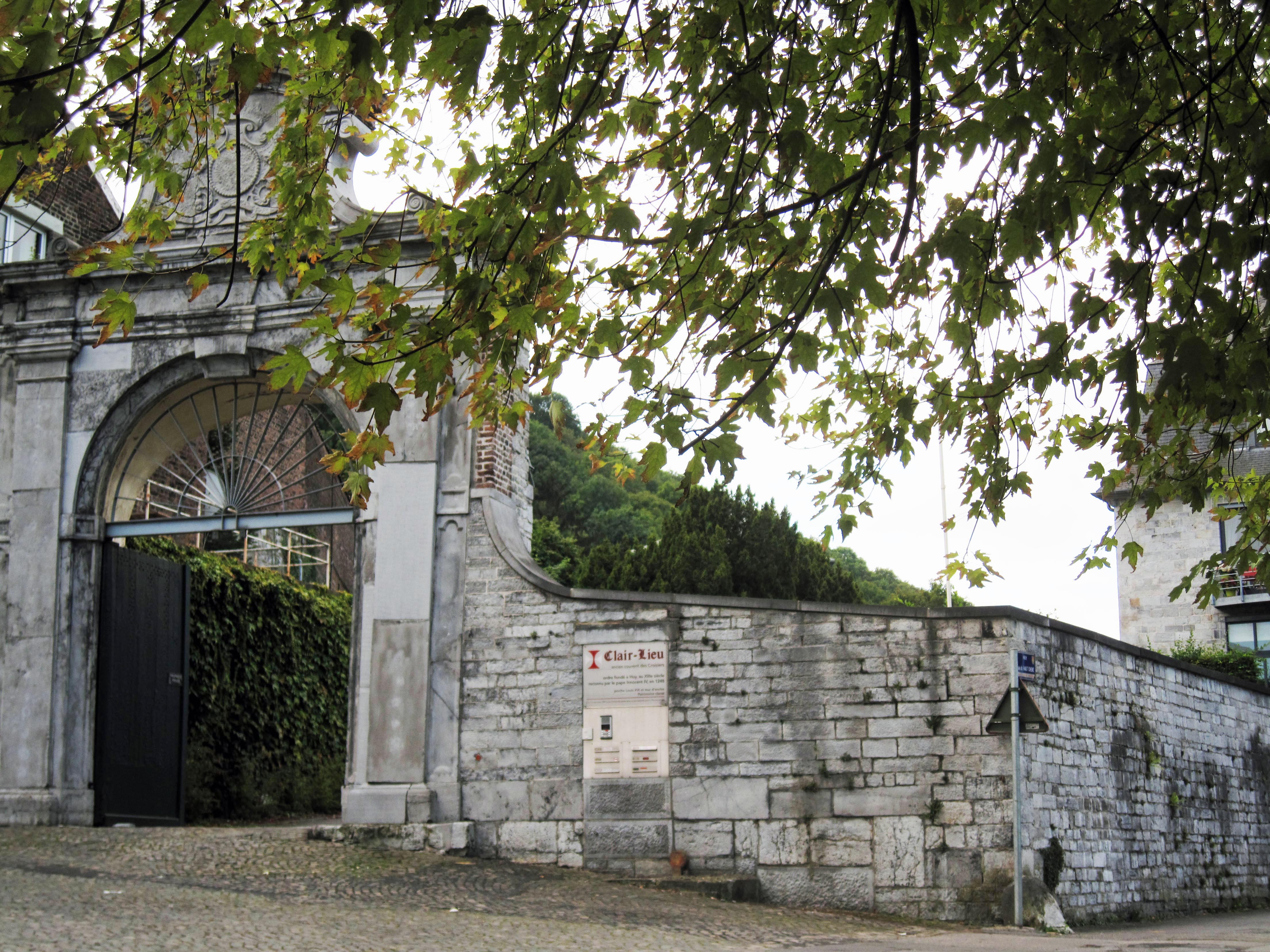
El monestir de Clair-Lieu a Huy

Els crucífers, com els canonges de Prémontré i Sant Víctor, van adoptar el model religiós de la via nova (la fusió de la vida clerical amb la vida monàstica).
Després del monestir de Clair-Lieu, el més important va ser el de Huy : quan, entre 1254 i 1270, Clair-Lieu va desaparèixer, el prior de Huy es va fer càrrec de la direcció de l'orde i va donar a la seva casa el nom de Clair-Lieu Lieu. Durant el segle xiv l'ordre es va estendre per diverses localitats de Bèlgica (Namur, Lieja, Tournai), França (Tolosa, París, Caen) i Anglaterra (Londres); durant el segle següent sorgiren també monestirs de l'orde a Alemanya (Colònia, Aquisgrà) i als Països Baixos (Asperen, Sint Agatha, Cuijk , Venlo).
Cap a la fi del segle xiii, un germà laic de París va portar des de Colònia a la casa mare de l'orde els ossos d'unes sagrades verges companyes de santa Úrsula, entre elles santa Odilia. A partir d'aquell moment, santa Odília va ser honrada com a patrona dels crucifers en lloc de Santa Helena.

### Reforma de 1410
Al segle xiv s'inicià un període de relaxació de la disciplina religiosa i de decadència, provocat també per la Pesta Negra i el Cisma d'Occident. Durant el Gran Cisma, els crucífers francesos donaren suport als papes d'Avinyó, mentre que els altres el donaven als de Roma; aquesta divisió va desembocar en la relaxació de la vida als convents de l'orde, malgrat els intents de reforma dels capítols generals anuals de l'orde. Posteriorment, sota la influència de la devotio moderna, va sorgir un moviment reformista que va desembocar en el capítol general de 1410: el prior general Joan d'Avins va renunciar al càrrec i en el seu lloc va ser elegit Liberto Janszen de Bommel, ja prior del convent de Santa Àgata.
El capítol general de 1410 va restablir la disciplina introduint a l'orde els estatuts que fins aleshores potser només s'havien observat a la casa mare. Entre 1422 i 1503 es van fundar 39 noves cases: la majoria als Països Baixos i Alemanya, dues a França i només una a Anglaterra.
El creixement es deturà al segle xvii arran de la Guerra dels Trenta Anys i altres conflictes, les epidèmies de pesta i les conseqüències de la Reforma protestant. A Anglaterra, l'orde fou suprimit per Enric VIII d'Anglaterra, i als estats protestants es tancaren cases que havien estat importants, així com quatre cases a Alemanya, deu als Països Baixos i el col·legi de Lovaina a Bèlgica. 48 cases van romandre actives i van sobreviure fins al segle xviii, dedicant-se a l'educació de la joventut als col·legis, la cura de les ànimes i la "missió holandesa".

### Renaixement

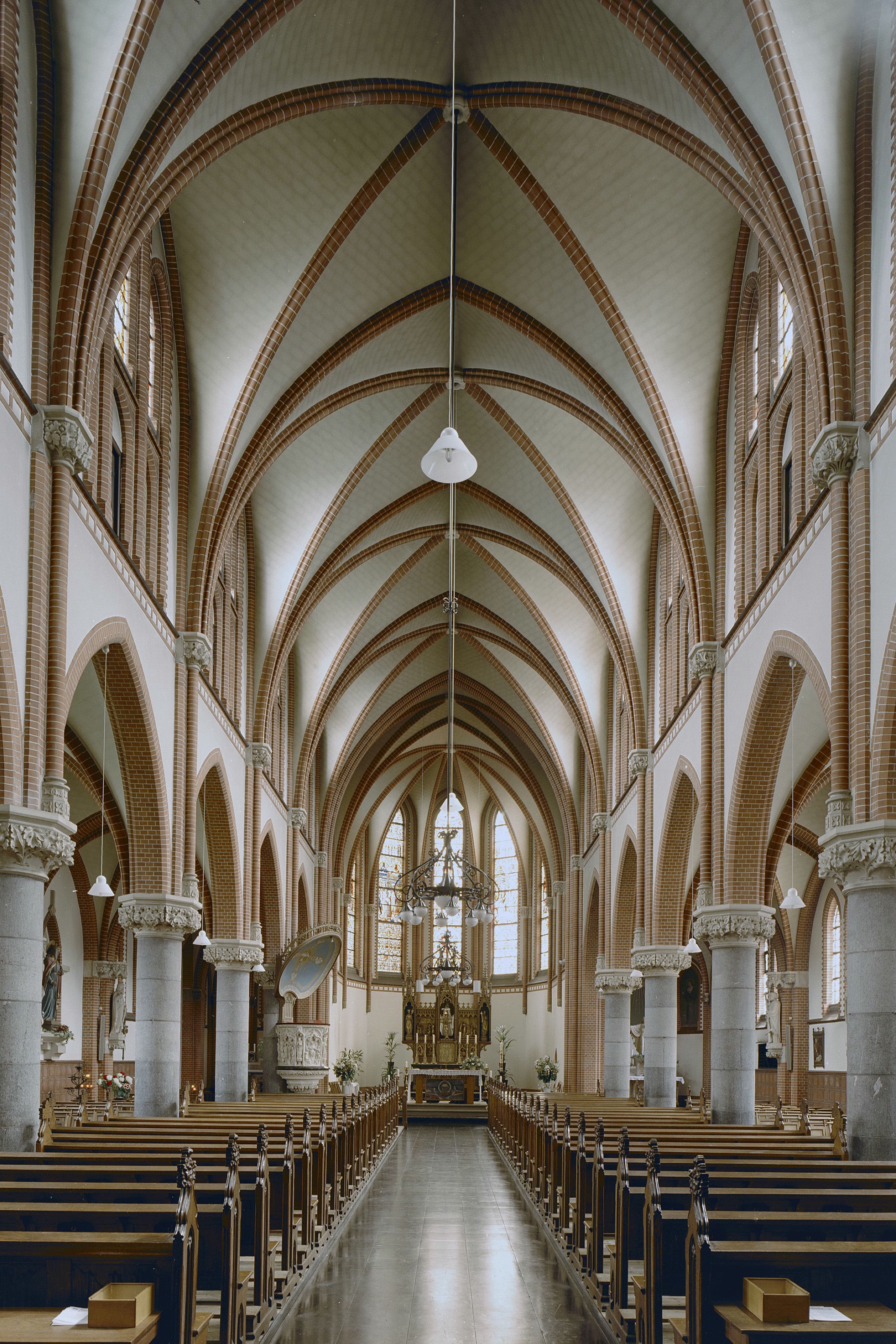
Interior de l'església del monestir d'Uden

L'edicte reial de 1769 a França, la política eclesiàstica de Josep II, la Revolució Francesa i les supressions napoleòniques van conduir progressivament a la desaparició de gairebé tots els monestirs dels crucífers. La crisi dels ordes religiosos del segle xix, provocada per les secularitzacions i supressions als estats europeus van afectar els Germans de la Santa Creu. Només van sobreviure dos convents als Països Baixos (Uden i Sint Agata), tot i que en 1814, Guillem I dels Països Baixos va prohibir que admetessin nous membres: al final dels anys trenta, només en quedaven quatre crucífers, dos a Uden i dos a Sint-Agatha, que va esdevenir-ne la casa mare.
La prohibició dels novicis va ser aixecada per Guillem II el 1840, quan l'orde es va reduir a només quatre membres molt ancians: Henry Van de Wijmelenberg, un sacerdot secular, va ser el primer a unir-se a l'orde i es va convertir en el seu segon fundador, ocupant el càrrec de superior general de 1853 a 1880. Van de Wijmelenberg va donar un gran impuls a la reactivació de l'orde: va abolir les stabilitas loci, va inaugurar el règim de la comunitat de béns, va obrir cases a Bèlgica (Diest i Maaseik) i va intentar, inicialment sense èxit, per donar un impuls missioner als crucifers.
A principis del segle xx l'orde va tornar a florir sota el generalat d'Enrico Hollman: es va consolidar a Bèlgica i als Països Baixos, va obrir casals als Estats Units i, a partir de 1934, al Brasil ; el 1922 es va establir a Roma una fiscalia general i un col·legi internacional. També tornaren a Itàlia, on obriren un col·legi i la procura general a Roma. Benito Mussolini n'expropià la casa del Campidoglio; en 1938 l'orde obtingué la basílica de San Giorgio al Velabro de Roma.
Les primeres missions encarregades per la Santa Seu als crucifers van ser les de Bondo, al Congo, i Bandung, a l'illa de Java.

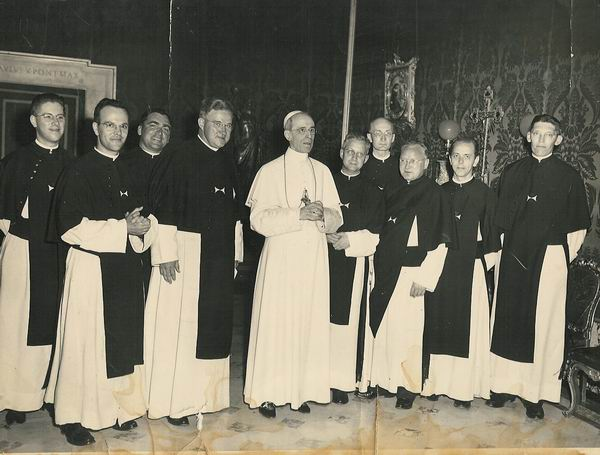
Crucífers d'Uden (Holanda) amb Pius XII
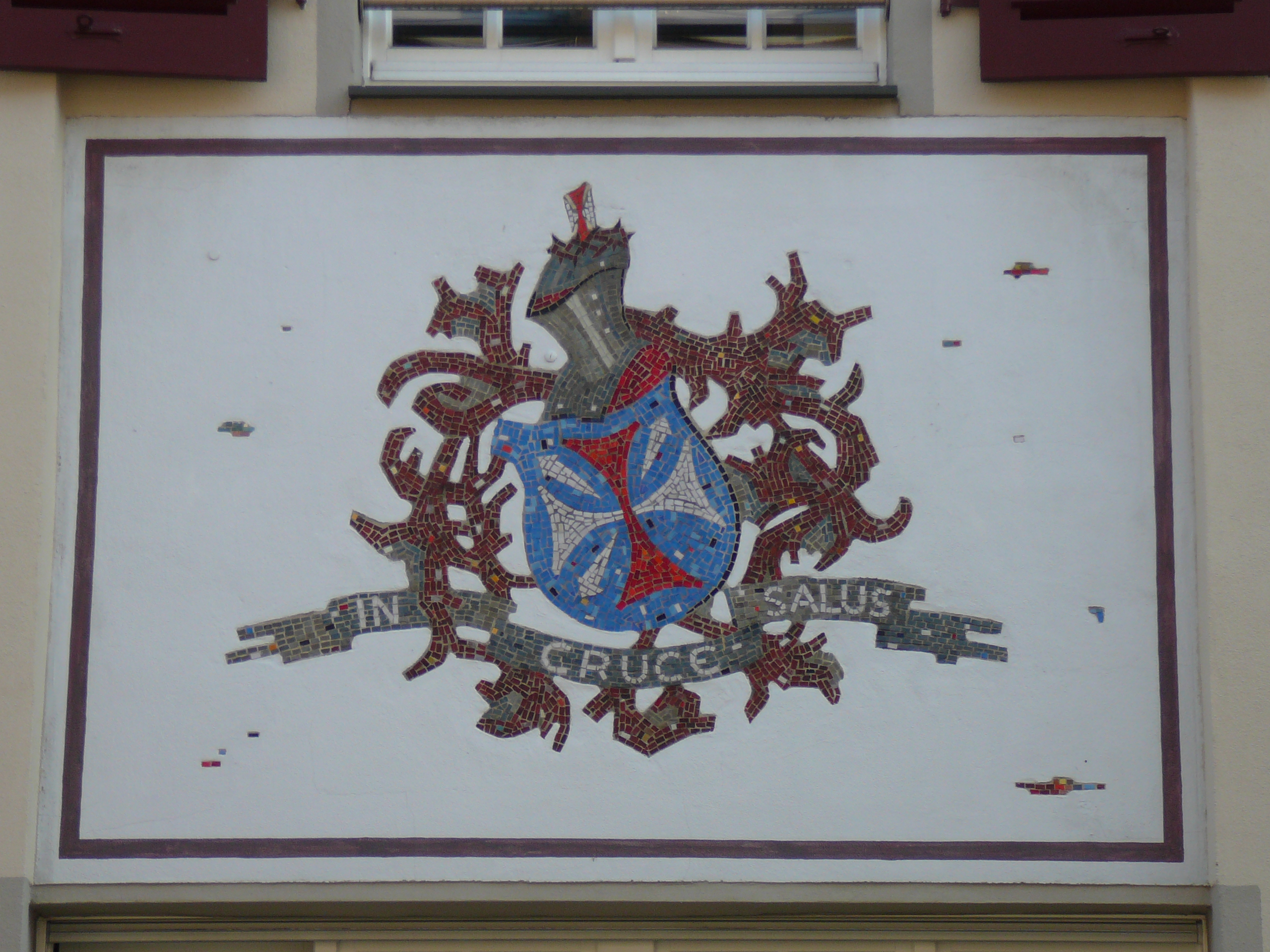
Escut de l'orde a S. Ursula (Wuppertal), amb els tres claus voltant la creu
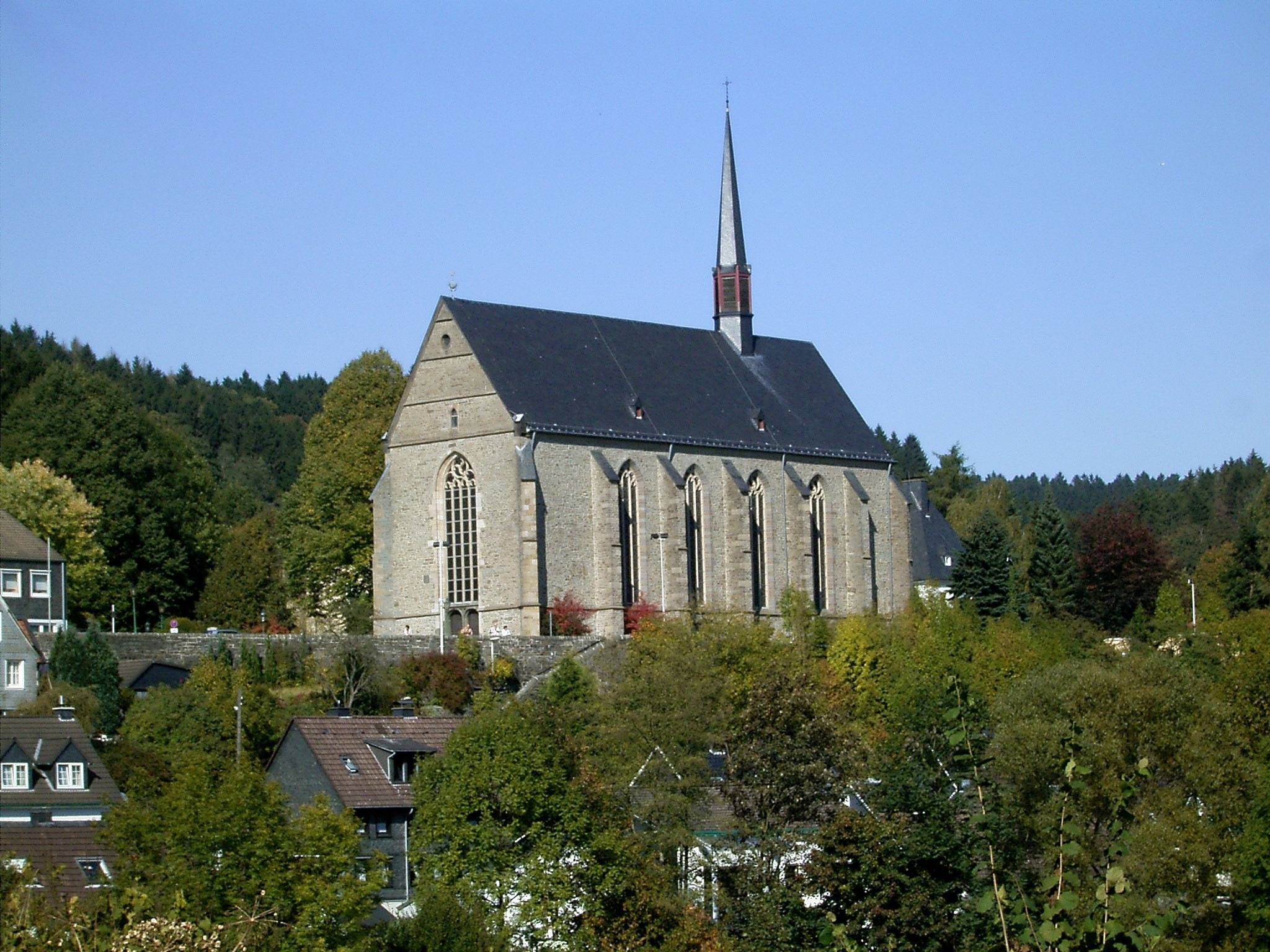
Convent de Steinhaus (Wuppertal-Beyenburg)

## Activitat i difusió
Els crucífers es dediquen al culte diví i a les obres apostòliques.
L'ordre està present a Àustria, Bèlgica, Congo, Alemanya, Indonèsia, els Països Baixos i els Estats Units d'Amèrica.
El moderador suprem de l'orde, que porta el títol de "mestre general", resideix a la casa de l'església de San Giorgio al Velabro a Roma.
A finals de 2015, l'orde comptava amb 33 cases i 334 membres, entre ells 221 sacerdots.

## Hàbit religiós

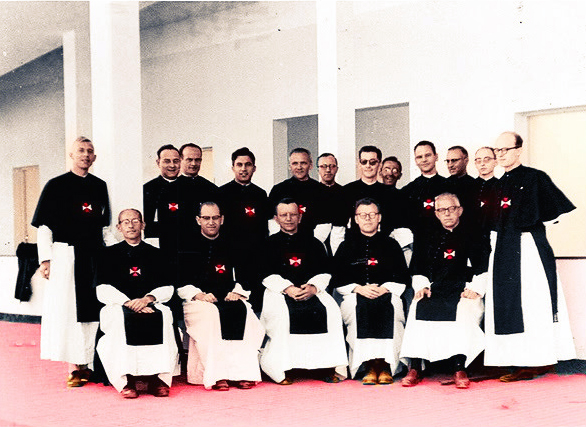
Una comunitat de crucífers al Brasil

L'any 1248 els croats, que fins aleshores portaven el mantell negre dels canonges seculars decorat amb la creu dels croats, adoptaren el seu propi vestit, format per sotana blanca (típica dels canonges regulars), escapulari gris i capa negra; La insígnia de l'orde estava cosida a l'escapulari, una creu amb un braç vertical vermell i un braç horitzontal blanc.
Els colors de la creu van ser escollits probablement pel seu significat simbòlic per lluitar contra les idees dels patarins i els càtars: sostenien que la creu era indigna de Déu i era més aviat un instrument del diable; per als crucífers, però, era l'instrument de la redempció, perquè calia submergir-se en la passió de Crist (recordada pel braç vermell) per arribar a la puresa de Crist (simbolitzada pel braç blanc). Més tard aquests colors es van interpretar com a símbols de la sang i l'aigua que venien del costat de Crist a la creu, o dels sagraments del baptisme i de l'Eucaristia.
En els segles següents, es va adoptar un escapulari negre en lloc de l'escapulari gris i el lli utilitzat inicialment va ser substituït per llana. Més tard, durant el segle xviii, la capa va ser substituïda per una musseta negra oberta al davant.